# Charles Best
Charles Herbert Best (27. února 1899, Pembroke, Maine – 31. března 1978, Toronto, Kanada) byl kanadský vědec a jeden z objevitelů inzulinu.

## Život
V roce 1915 se Best přestěhoval do Kanady, kde začal studovat na Torontské univerzitě. V roce 1918 narukoval do armády. Po válce dokončil studia fyziologie a biochemie.
V roce 1920 se stal asistentem Fredericka Bantinga, s nímž usiloval o získání inzulinu ze psích slinivek. Prostory k experimentům jim na své katedře neochotně poskytl fyziolog John Macleod. Když Banting s Bestem po roce uspěli, Macleod je vystrnadil z univerzity a jejich výsledek začal vydávat za svůj.
V roce 1923 dostal Nobelovu cenu Banting a – Macleod. Opomenutí Bestova přínosu (a nadhodnocení Macleoda) Bantinga tak rozlítilo, že chtěl cenu odmítnout. Byl však prvním Kanaďanem, který cenu získal, nakonec se tedy z tohoto důvodu nechal k jejímu přijetí přemluvit.